# Ischnocnema octavioi
Espèce
Synonymes
- Eleutherodactylus octavioi Bokermann, 1965

Statut de conservation UICN

 LC  : Préoccupation mineure
Ischnocnema octavioi  est une espèce d'amphibiens de la famille des Brachycephalidae.

## Répartition
Cette espèce est endémique du Brésil. Elle se rencontre du niveau de la mer à 1 200 m d'altitude :
- à Rio de Janeiro et à Casimiro de Abreu dans l'État de Rio de Janeiro ;
- à Matilde à Alfredo Chaves au Espírito Santo.

## Étymologie
Cette espèce est nommée en l'honneur d'Octavio de Oliveira.

## Publication originale
- Bokermann, 1965 : A new Eleutherodactylus from southeastern Brazil. Copeia, vol. 1965, no 4, p. 440-441.